# Thalassopolitique

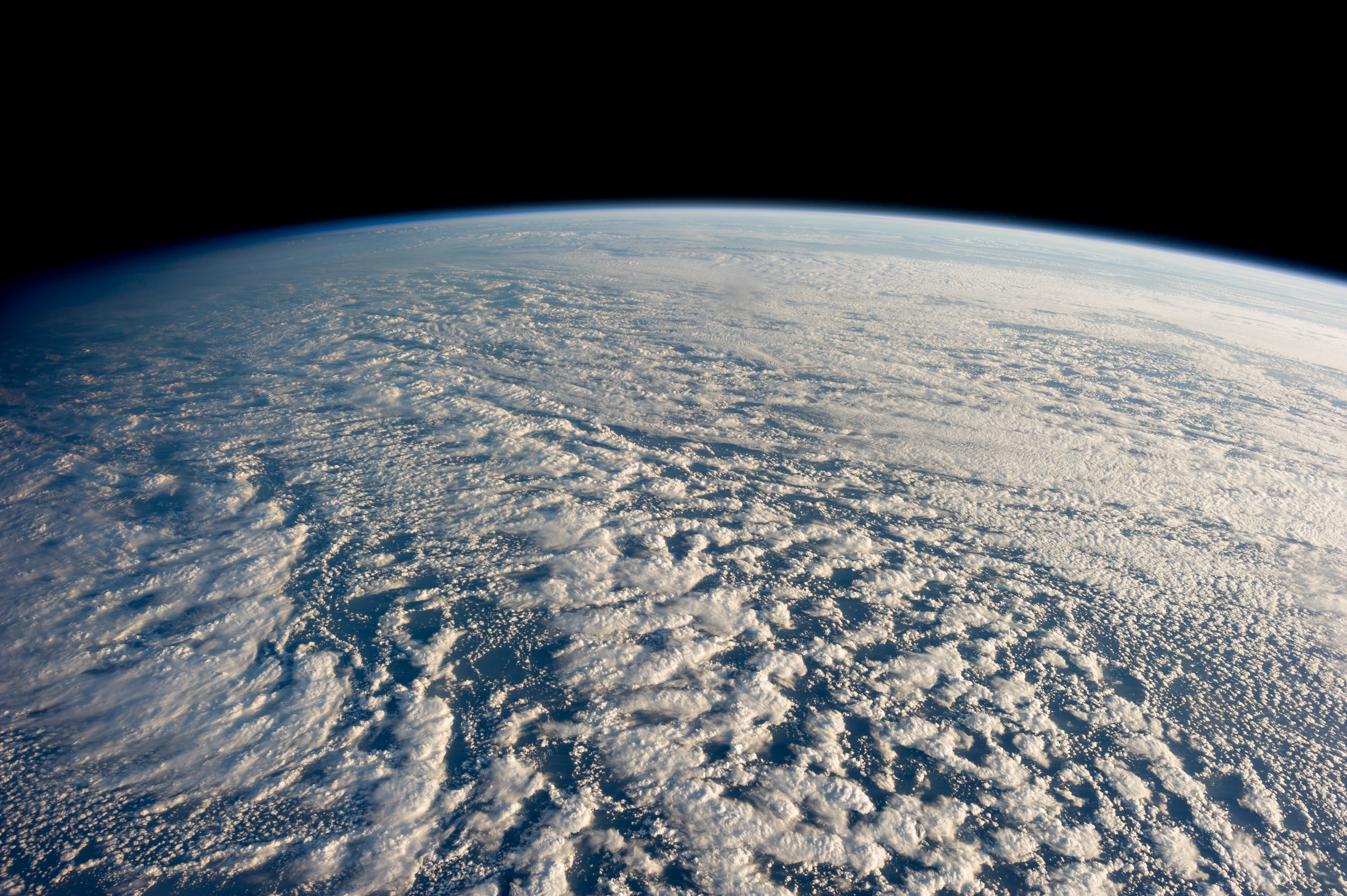
Les mers et les océans recouvrent plus de 70% de la surface de la Terre

La thalassopolitique est un concept forgé par le politologue français Julien Freund visant à étudier la géopolitique d'un point de vue maritime. Il s'agit d'un néologisme permettant de mettre en valeur l'importance des océans et des mers dans les politiques étrangères et économiques des nations.

## Théorie
En effet, d'après Julien Freund, les études géopolitiques « privilégient les phénomènes telluriques par rapport aux phénomènes maritimes » et ne prennent donc pas assez en compte les espaces maritimes dans les rapports de puissances entre États,.
Il invente donc, dans la postface de la réédition de 1985 de l'ouvrage Terre et Mer (écrit en 1942 par Carl Schmitt) le terme de thalassopolitique. Il y anticipe la montée en puissance de la zone pacifique aux dépens de la zone atlantique.
Aujourd'hui, ce terme est aussi utilisé pour qualifier l'étude des migrations ayant lieu via la mer, par exemple la Méditerranée.